# عبد الكريم عيد الحشاش
عبد الكريم عيد الحشاش (1947 - 24 أكتوبر 2023) كاتب فلسطيني من مواليد بئر السبع، انتقل مع أسرته لقطاع غزة على إثر النكبة عام 1948 وسكن مخيم رفح، درس المرحلة الابتدائية والإعدادية في مدارس وكالة الغوث برفح، واجتاز الثانوية العامة الفرع العلمي في مدرسة بئر السبع الثانوية عام 1965م، وبعد حرب 1967 انتقل إلى الأردن، ومنها إلى سوريا، ودرس في جامعة دمشق كلية الآداب قسم اللغة العربية وتخرج فيها عام 1974م، عمل مدرسًا بين عامي 1976 - 1981م، ثمّ قام بأبحاث تخصّ التراث الشعبي الفلسطيني، من عادات وتقاليد وغناء وأهازيج وأمثال. وانتسب لاتحاد الكتاب والصحافيين الفلسطينيين، ولاتحاد الكتاب العرب

## وأصدر له عدة كتب
- فنون الأدب والطرب عند قبائل النقب عام 1984م
- الأسرة  في المثل الشعبي الفلسطيني والعربي 1986م
- قضاء العرف والعادة 1991
- بصمة على الرمال: قصص قصيرة  دمشق 1996م
- زوادة الحاضر والبادي: مختارات من التراث العربي دمشق 1998م
- شرح وتحقيق ديوان عنيز العرادي شعر شعبي عمان 1998م
- أرض القمر: رواية دمشق 2000م
- النخلة العاقر: رواية دمشق 2002م
- قبائل وعشائر فلسطين دمشق 2004م
- معجم الألفاظ المحكية في البلاد العربية دمشق 2007م
- الأمثال الليبية ونظائرها دمشق 2007م
- الملك العادل: الشهيد نور الدين محمود زنكي دمشق 2008م
- ديوان نصار الذفنان شعر شعبي من حوران دمشق 2009م
- أمير المؤمنين عمر بن الخطاب غزة 2014م

وله مقالات عديدة في مجلة المأثورات الشعبية القطرية منها 
احتفالات العيد في النقب وسيناء- الجار في المثل الشعبي- حداء الحصاد والتذرية- الخطبة بين الماضي والحاضر- كلمة وردها- نوادر الأضياف في البوادي والمدن والأرياف- قص الأثر وتتبع الجرة- أشكال الغول وقدراته في الخرافات الشعبية.

## ومقالات فيالثقافة الشعبية البحرينيةمنها
فن الهجيني- تطبيع الإبل- القهوة العربية - ظاهرة الحسد نماذج ورقى.

## مساهمات أخرى
مقرر في وزارة الثقافة السورية قسم التراث الشعبي
مقالات وأبحاث في الموسوعة العربية الصادرة من دمشق
ومقالات في الصحف السورية كصحيفة تشرين، ومقالات في صحيفة السبيل الصادرة في عمان عن اللغة والثقافة، ومقالات في مجلة الخفجي السعودية.
مقابلات تلفزيونية وإذاعية ومحاضرات وندوات تتعلق بالثقافة واللغة والعادات والتقاليد.
محكم في مسابقات شعرية وأدبية في غزة.

## تحت الطبع
- تدبر آيات القرآن المبارك
- الأمثال الشعبية في الأمصار العربية
- الإبل بين الماضي والحاضر
- ثالثة الأثافي / رواية
- قصص قصيرة
- كتاب الخراريف

## وفاته
توفي عبد الكريم الحشاش في غارة جوية نفذّها الجيش الإسرائيلي على منزل لعائلة الحشاش جنوب قطاع غزة مساء يوم الثلاثاء الموافق 24 أكتوبر 2023، وذلك ضمن سلسلة غارات تضمنتها العملية العسكرية الإسرائيلية على القطاع ردّا على عملية طوفان الأقصى في 7 أكتوبر 2023.

## وصلات خارجية
- مقابلة على التلفزيون السوري دمشق عاصمة الثقافة العربية.
- مقابلة على التلفزيون السوري عن العيد في فلسطين.
- مقابلة على تلفزيون فلسطين اليوم صباح فلسطين.